# Средняя Рассоха (приток Большой Шалюги)
Средняя Рассоха — река в России, протекает по Красновишерскому району Пермского края. Устье реки находится в 3,5 км от устья Большой Шалюги по правому берегу. Длина реки составляет 10 км.
Исток реки на холмах Полюдова Кряжа в 22 км к юго-востоку от посёлка Валай. Течёт преимущественно в южном направлении среди холмов покрытых тайгой.

## Данные водного реестра
По данным государственного водного реестра России относится к Камскому бассейновому округу, водохозяйственный участок реки — Кама от водомерного поста у села Бондюг до города Березники, речной подбассейн реки — бассейны притоков Камы до впадения Белой. Речной бассейн реки — Кама.
Код объекта в государственном водном реестре — 10010100212111100004754.